# Vojvod
Vojvod (polsk: wojewoda; russisk: воевода, tr. voevóda; serbokroatisk: војвода, tr. vojvoda) er en gammel slavisk titel for en lokal hersker eller guvernør. Den modsvarer det germanske hertug og har en analog oprindelse fra oldslavisk voi, krig, voji, kriger og stammen i voditi, føre, lede. Historisk har titlen været anvendt af de semi-autonome herskere i Siebenbürgen, Valakiet og Moldavien. Derved har titlen også fået udbredelse uden for de slaviske sprog som i ungarsk vajvoda eller vajda og rumænsk vojevod.
Vojvoden regerede over et vojvodskab, hvilket undertiden kunne sammenlignes i status med et hertugdømme eller ikke-suverænt fyrstendømme. Således er vojvod-titlen undertiden blevet oversat til hertug eller fyrste. Vojvoden kunne også fungere som militær kommandant og hærfører, hvorfor den tillige har været oversat til general eller marskal. Det er også etymologisk muligt at sammenstille udviklingen med den antikke titel dux, som oprindelig sigtede på en militærguvernør og leder, men som senere blev udviklet til italiensk duca, fransk duc og engelsk duke, det vil sige hertug.
I Polen fungerer vojvod som en guvernørtitel, modsvarende svensk landshövding og lenene kaldes fortsat vojvodskab. Under den første polske republik, det vil sige tiden til Polens delinger i 1700-tallet, havde vojvoden rollen som senator.
Vojvod kan også være titel for en lokal romersk leder.